# Thiernu
Thiernu es una comuna francesa situada en el departamento de Aisne, en la región de Alta Francia.

## Geografía
La comuna se encuentra en una zona rural, en el arrondissement de Laon y forma parte del cantón de Marle. Thiernu está rodeada de campos agrícolas y pequeños bosques. Varias carreteras departamentales cruzan el municipio, lo que facilita su conexión con las localidades vecinas.

## Patrimonio
- Iglesia de San Martin: Es el edificio más notable de la comuna.
- Monumentos conmemorativos: Hay un monumento a los caídos en las guerras, como es típico en los municipios franceses.

## Economía
La economía local se basa principalmente en la agricultura. Las explotaciones agrícolas familiares son comunes, dedicadas al cultivo de cereales, remolacha azucarera y ganadería.

## Administración
Thiernu cuenta con un alcalde y un consejo municipal como toda comuna francesa. Forma parte de la comunidad de comunas del Pays de la Serre, que agrupa varias comunas rurales para cooperar en asuntos administrativos y de desarrollo.

## Demografía
La población de Thiernu es reducida, con menos de 200 habitantes en las últimas décadas. Como muchas otras comunas rurales, ha experimentado una disminución progresiva de la población debido al éxodo hacia las ciudades.
| 220 | 188 | 174 | 155 | 145 | 128 | 119 |
| Para los censos de 1962 a 1999 la población legal corresponde a la población sin duplicidades (Fuente: INSEE [Consultar]) |     |     |     |     |     |     |